# Open dels Estats Units de tennis
L'Open dels Estats Units, oficialment anomenat US Open, és un prestigiós torneig de tennis que es desenvolupa entre els mesos d'agost i setembre al USTA Billie Jean King National Tennis Center, situat al parc Flushing Meadows del barri de Queens de Nova York, Estats Units. És el darrer dels quatre torneigs de Grand Slams que es disputen durant la temporada de tennis.
El torneig Obert dels Estats Units va sorgir a partir de la unió de dos torneigs tennístics independents: un d'iniciat el 1881 a Newport (Rhode Island) en la categoria masculina anomenat U.S. National Singles Championship, i el de categoria femenina iniciat el 1887 a Filadèlfia. Amb la instauració de l'Era Open el 1968, es van agrupar les modalitats masculines del primer (individual i dobles) amb les femenines del segon (individual, dobles i mixt) per iniciar-se l'actual format a les pistes del West Side Tennis Club a Forest Hills a Nova York. Des de 1978 el torneig se celebra a les pistes actuals de l'USTA National Tennis Center a Flushing Meadows. Actualment és l'únic Grand Slam en el qual es disputa tiebreak en el cinquè set.
Els actuals campions són: els individuals Jannik Sinner i Arina Sabalenka, el doble masculí Max Purcell i Jordan Thompson, el doble femení Liudmila Kitxenok i Jeļena Ostapenko, i la parella mixta Sara Errani i Andrea Vavassori.

## Història
L'any 1881 es va crear el torneig U.S. National Championships al Newport Casino de Newport, Rhode Island, només per homes membres del United States National Lawn Tennis Association per celebrar els esdeveniments individual i doble masculins. Entre el 1884 i 1911, el campió de l'edició anterior tenia accés directe a la final mentre els altres participants havien de lluitar per accedir a la final en format eliminatòria. Quan l'actual campió no participava en el torneig, el vencedor de les eliminatòria era proclamat nou campió. L'any 1915, la seu del torneig es va traslladar al West Side Tennis Club de Forest Hills, Nova York, i entre el 1921 i 1923 es va celebrar en el Germantown Cricket Club de Filadèlfia per tornar a Nova York després. Sis anys després de la creació del torneig masculí, el 1887, es va celebrar el primer esdeveniment oficial femení amb el nom de U.S. Women's National Singles Championship al Philadelphia Cricket Club de Filadèlfia, i el 1889 també es va crear el doble femení i el doble mixt.
Amb la instauració de l'Era Open es van unir els cinc esdeveniments amb el nom actual d'US Open per disputar-se en l'emplaçament de Forest Hills. El 1970 va esdevenir en el primer Grand Slam a introduir el tiebreak al final de cada set i actualment és l'únic que el manté en el cinquè i darrer set, mentre que els altres només es disputa en els primers quatre sets.
Originalment, el torneig es disputava sobre pista de gespa fins que la seu de Forest Hills va canviar a superfície de terra batuda Har-Tru el 1975. Això no obstant, el 1978 es va traslladar la seu a l'emplaçament actual de USTA National Tennis Center a Flushing Meadows de Nova York i va tornar a canviar de superfície per la pista dura de DecoTurf. El tennista Jimmy Connors és l'únic que ha guanyat en les tres superfícies mentre que Chris Evert és l'única que ho ha fet en dues. Aquesta superfície és més ràpida que altres superfícies dures perquè té menys fricció i un bot més baix, com per exemple el Rebound Ace de l'Open d'Austràlia.
L'any 2005 es van canviar el color de l'interior de les pistes del US Open (i també de tots els torneigs de les US Open Series) a color blau mentre l'exterior es va mantenir verd per tal de millorar la visibilitat de la pilota des de la televisió.
L'any 2006 es va canviar de nom el complex USTA National Tennis Center en honor de la tetracampiona del torneig Billie Jean King.
Els vencedors dels esdeveniments individuals reben una rèplica de la mateixa mida amb el seu nom inscrit en la base. Actualment, tant els homes com les dones reben el mateix premi econòmic tant en individuals com dobles. Els individuals van rebre un premi d'1,6 milions de dòlars, els dobles 420.000 per parella i el doble mixt 180.000 per parella.

## Palmarès
- Individual masculí
- Individual femení
- Dobles masculins
- Dobles femenins
- Dobles mixts

### Campions actuals

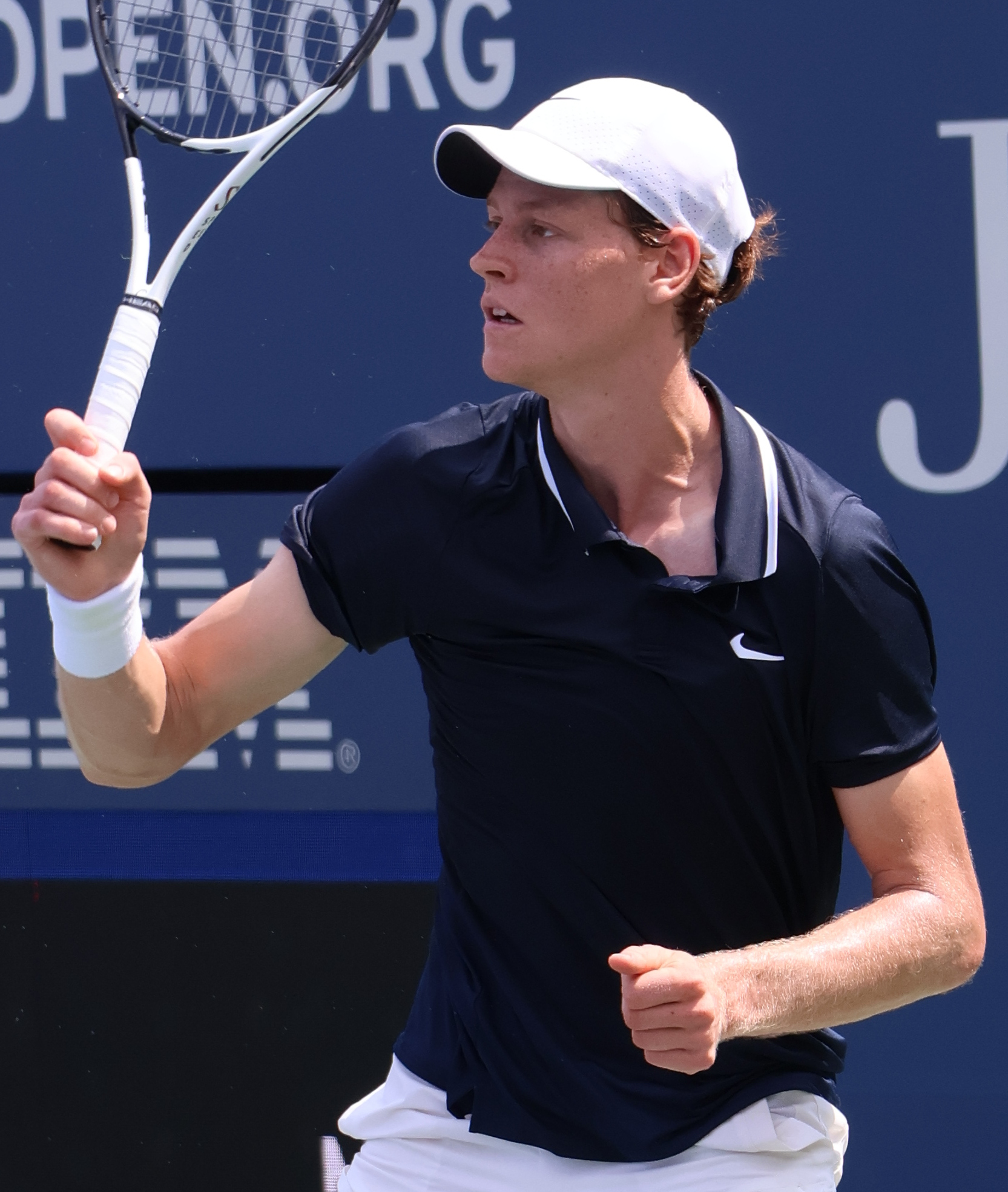
Jannik Sinner
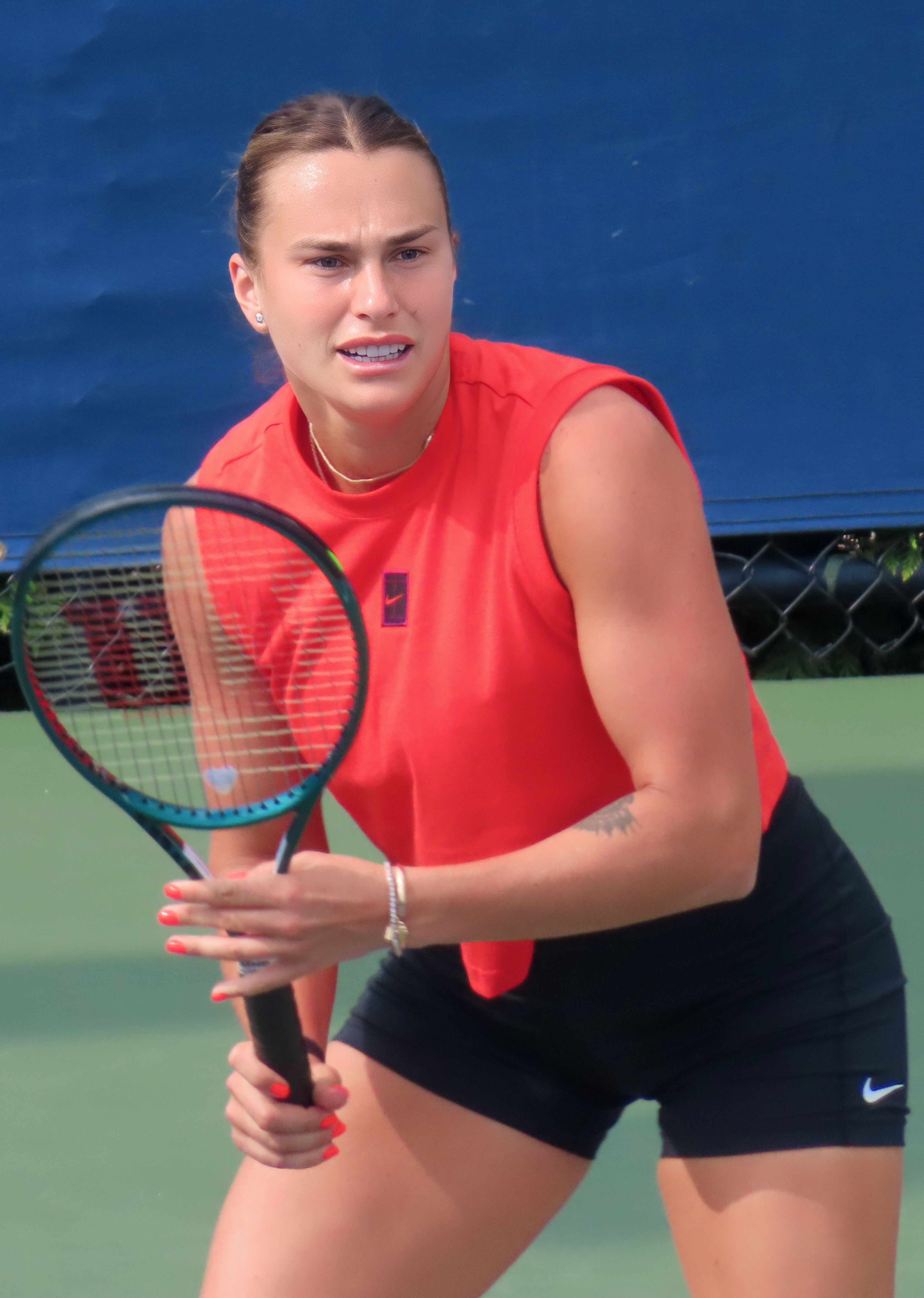
Arina Sabalenka
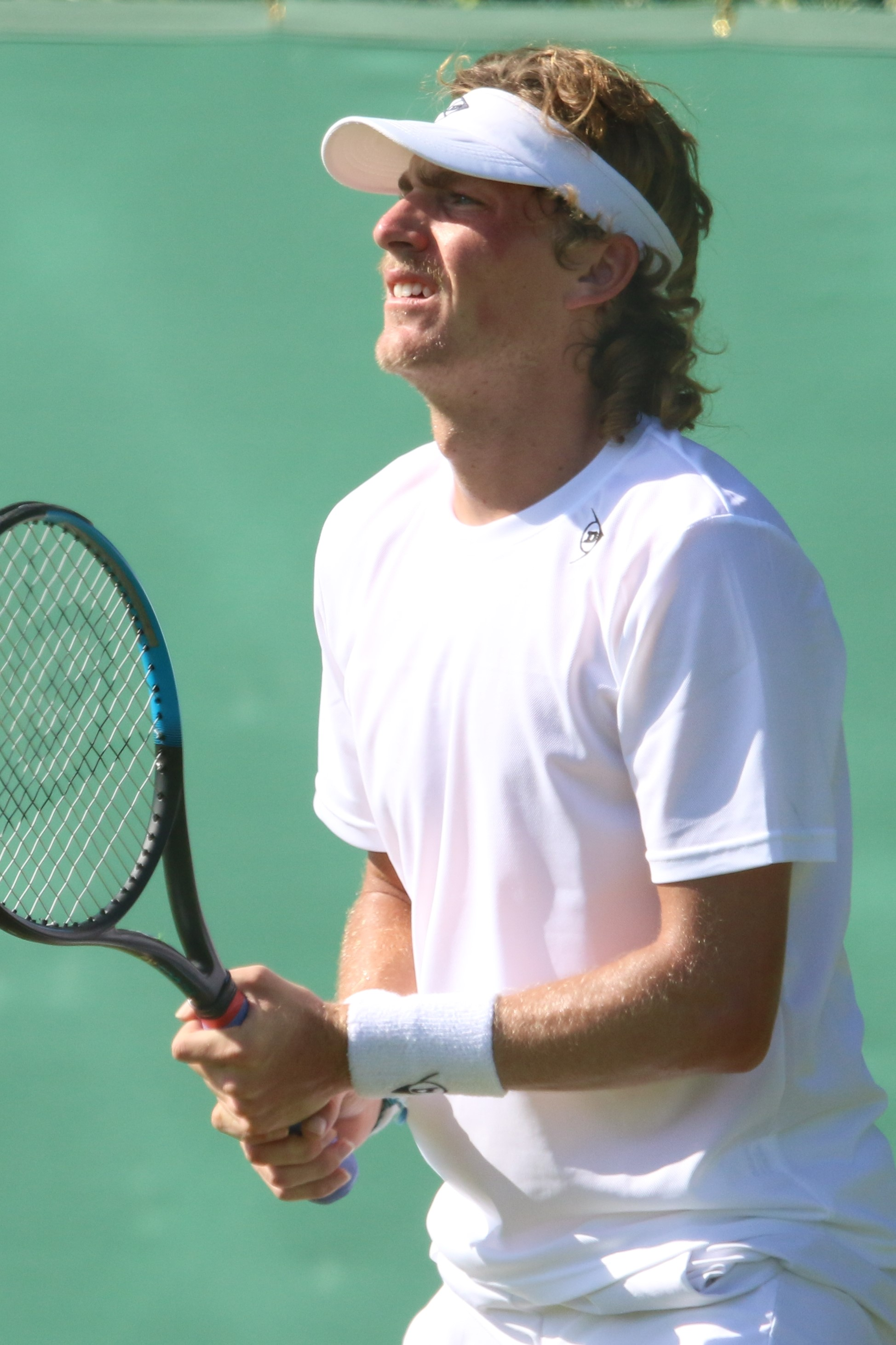
Max Purcell
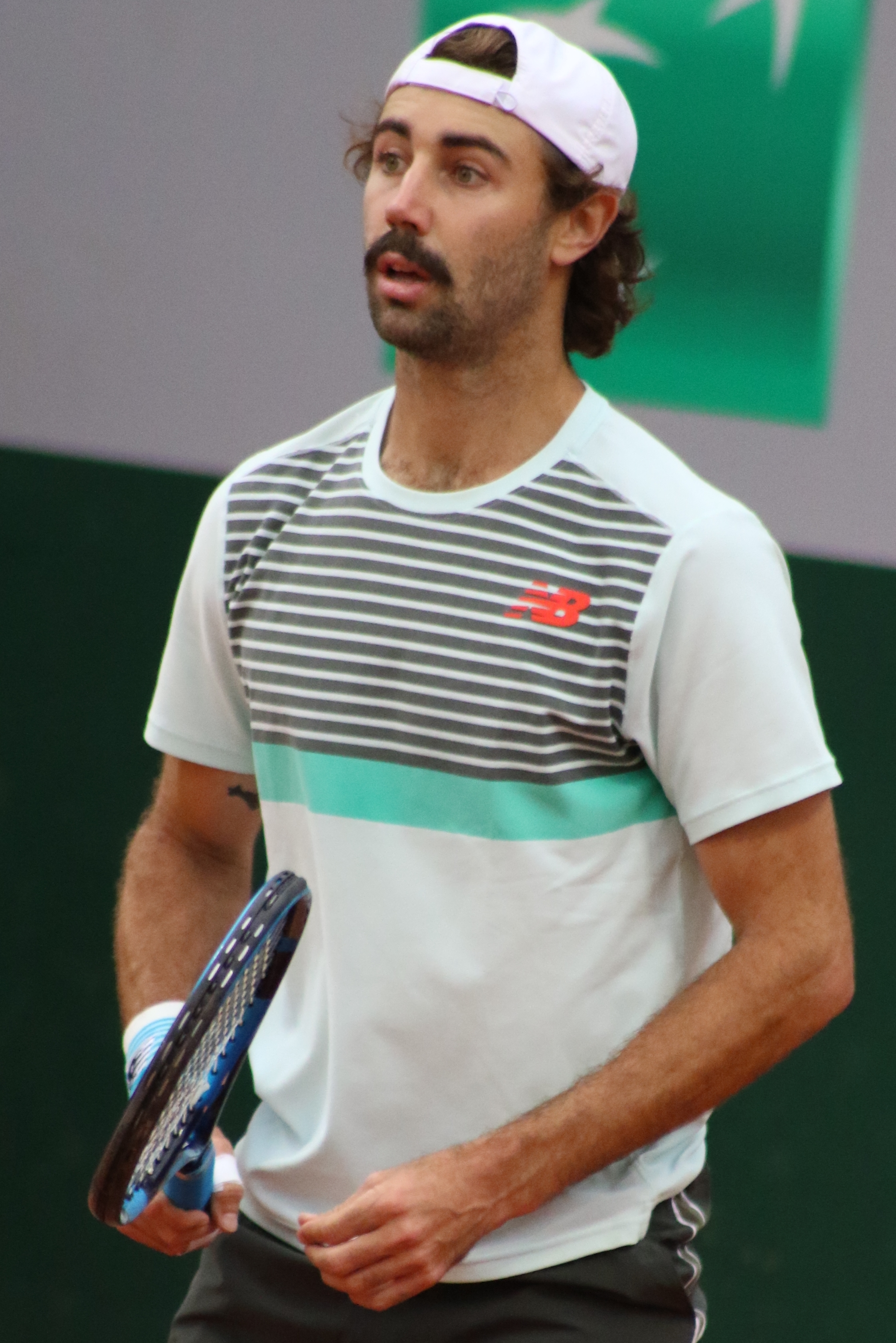
Jordan Thompson
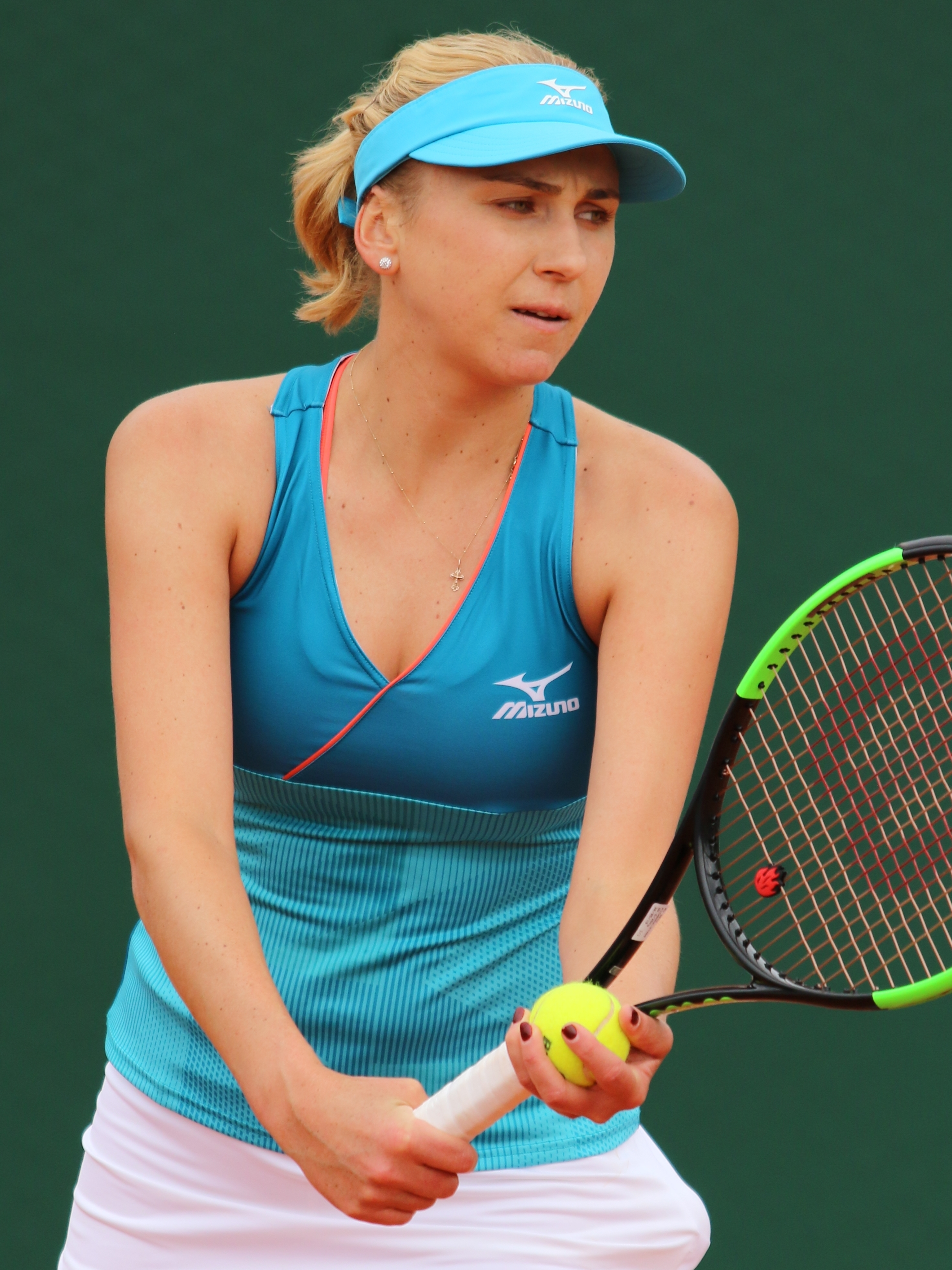
Liudmila Kitxenok
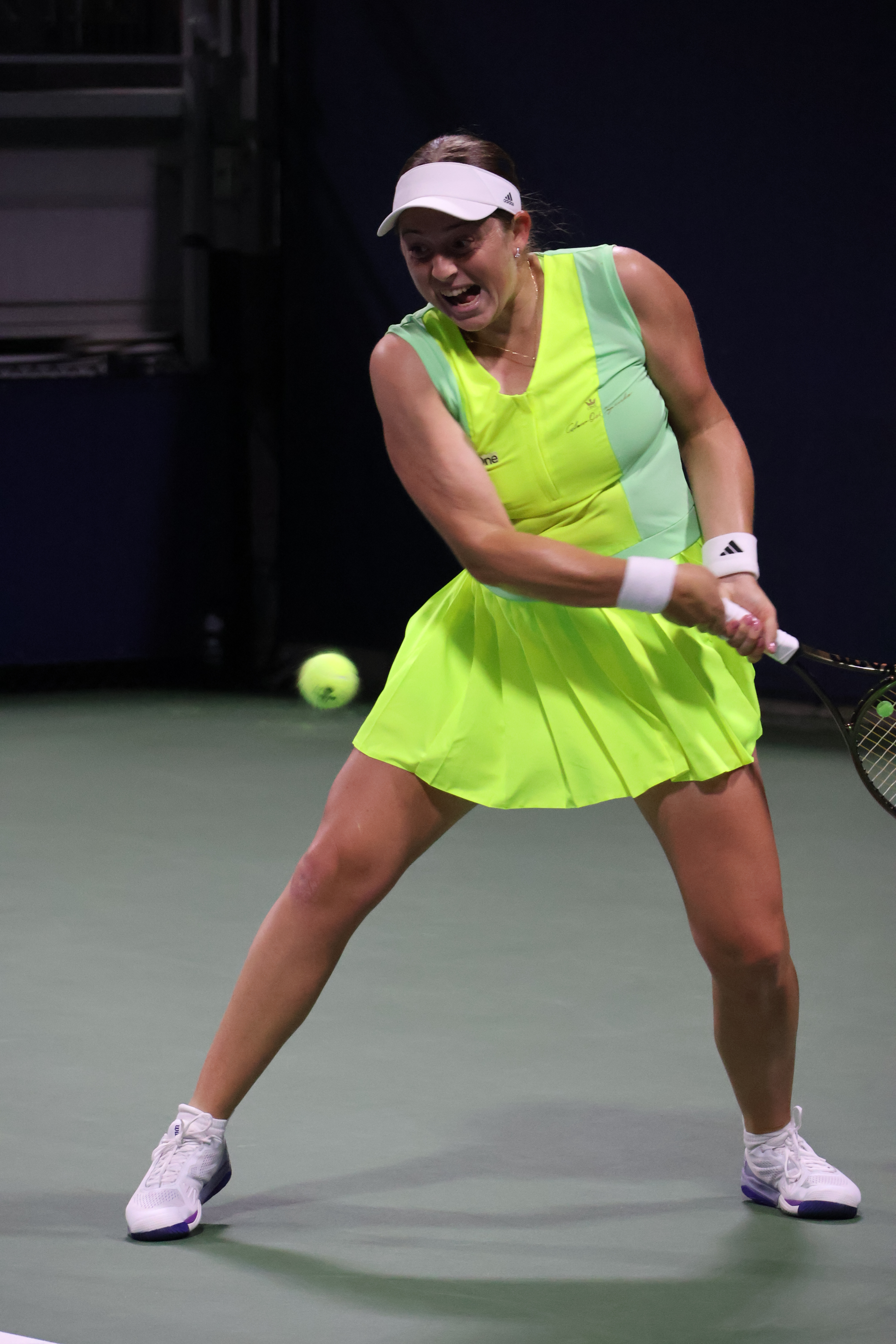
Jeļena Ostapenko
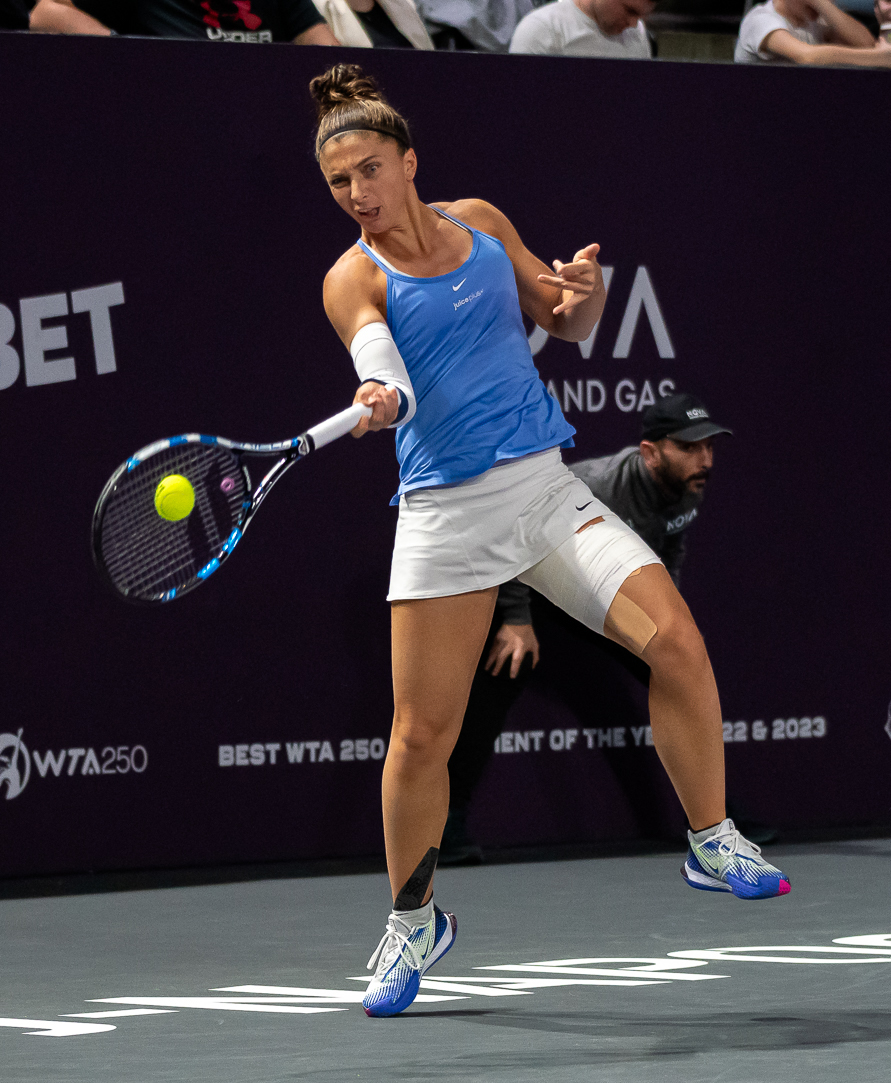
Sara Errani
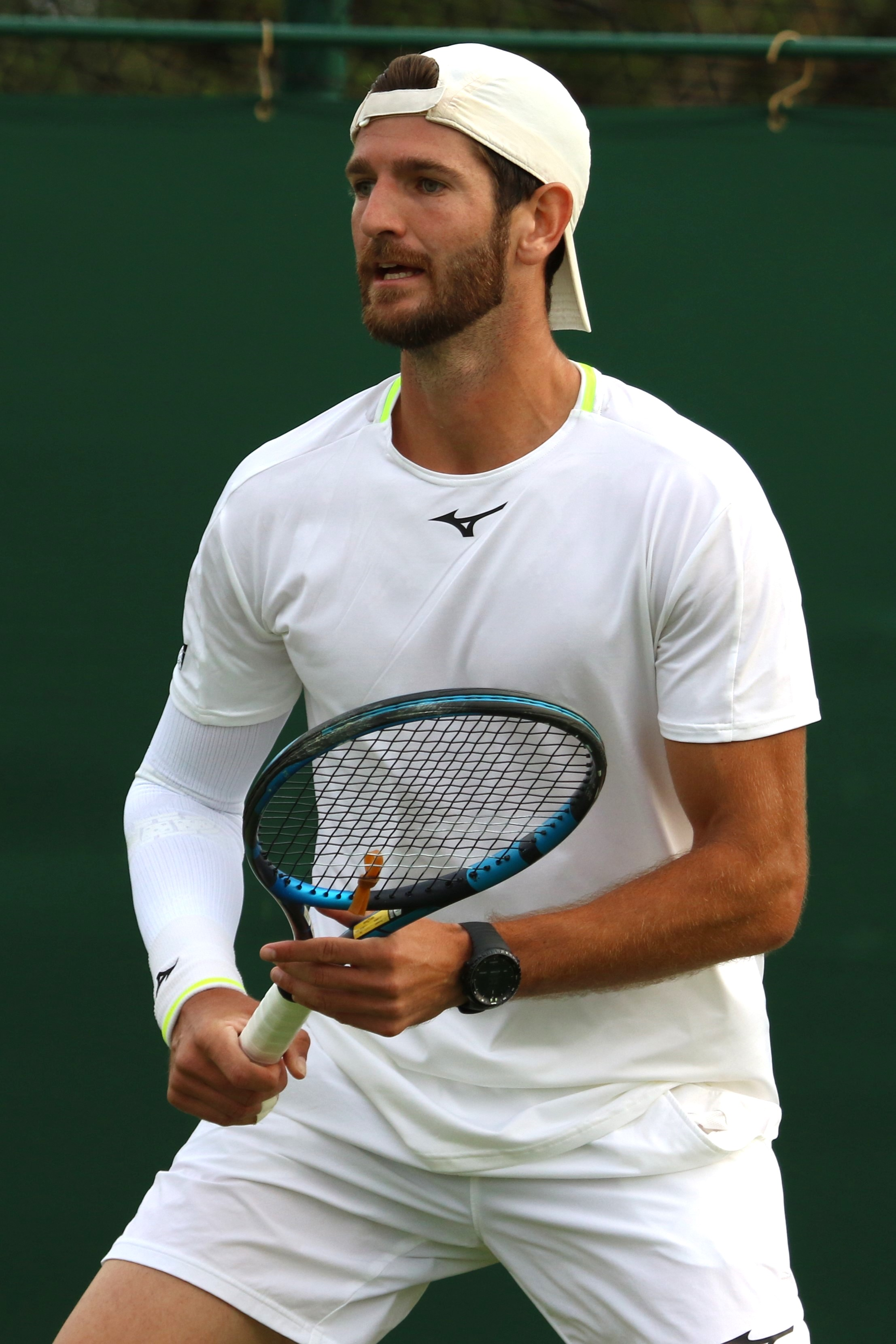
Andrea Vavassori

## Estadístiques
|                        | Anterior a 1968                        | Anterior a 1968                        | Era Open (1968-actualitat)             | Era Open (1968-actualitat)                            |
| N.                     | Tennista                               | N.                                     | Tennista                               |                                                       |
| ---------------------- | -------------------------------------- | -------------------------------------- | -------------------------------------- | ----------------------------------------------------- |
| Masculí                |                                        |                                        |                                        |                                                       |
| Totes les competicions | 16                                     | Bill Tilden (7, 5, 4)                  | 8                                      | John McEnroe (4, 4, 0)                                |
| Títols individuals     | 7                                      | Richard Sears Bill Larned Bill Tilden  | 5                                      | Jimmy Connors Pete Sampras Roger Federer              |
| Títols dobles          | 6                                      | Richard Sears James Dwight             | 6                                      | Mike Bryan                                            |
| Títols dobles mixtos   | 4                                      | Bill Tilden Bill Talbert               | 4                                      | Bob Bryan                                             |
| Campió més jove        | Pete Sampras (1990, 19 anys i 1 mes)   | Pete Sampras (1990, 19 anys i 1 mes)   | Pete Sampras (1990, 19 anys i 1 mes)   | Pete Sampras (1990, 19 anys i 1 mes)                  |
| Campió més vell        | William Larned (1911, 39 anys)         | William Larned (1911, 39 anys)         | William Larned (1911, 39 anys)         | William Larned (1911, 39 anys)                        |
| Femení                 |                                        |                                        |                                        |                                                       |
| Totes les competicions | 25                                     | Margaret Osborne duPont (3, 13, 9)     | 16                                     | / Martina Navrátilová (4, 9, 3)                       |
| Totes les competicions | 18                                     | Margaret Court (5, 5, 8) *             | Margaret Court (5, 5, 8) *             | Margaret Court (5, 5, 8) *                            |
| Títols individuals     | 8                                      | / Molla Bjurstedt Mallory              | 6                                      | Chris Evert Serena Williams                           |
| Títols dobles          | 13                                     | Margaret Osborne duPont                | 9                                      | / Martina Navrátilová                                 |
| Títols dobles mixtos   | 8                                      | Margaret Osborne duPont                | 3                                      | Margaret Court Billie Jean King / Martina Navrátilová |
| Títols dobles mixtos   | 8                                      | Margaret Court *                       | Margaret Court *                       | Margaret Court *                                      |
| Campiona més jove      | Tracy Austin (1979, 16 anys i 8 mesos) | Tracy Austin (1979, 16 anys i 8 mesos) | Tracy Austin (1979, 16 anys i 8 mesos) | Tracy Austin (1979, 16 anys i 8 mesos)                |

- Margaret Court va aconseguir els títols entre els anys 1961 i 1975, és a dir, tant en l'era amateur com en l'Era Open.